# Ayuntamiento de Algeciras
El Ayuntamiento de Algeciras es la institución que se encarga de gobernar la ciudad y el municipio de Algeciras, España. Está presidido por el alcalde de Algeciras, que desde 1979 es elegido democráticamente por sufragio universal. El primer ayuntamiento de Algeciras fue constituido mediante Real Cédula el 9 de febrero de 1755 siendo el equipo de gobierno nombrado por el comandante general del Campo de Gibraltar y su primer alcalde mayor, Francisco Bermúdez Salcedo, por Real Resolución el 6 de septiembre del mismo año si bien la primera sesión tuvo lugar el 9 de agosto de 1756 con Clemente Félix Guillén como alcalde. Actualmente el cargo lo ocupa José Ignacio Landaluce Calleja, del Partido Popular, nombrado alcalde el 11 de junio de 2011.
La institución tiene su sede central en la casa consistorial situada en la calle Alfonso XI si bien posee numerosos locales en toda la ciudad donde se gestionan las diversas delegaciones locales.

## Historia

### Primeros años
Aunque Algeciras había sido poblada permanentemente desde la toma de Gibraltar en 1704 la ciudad adquirió la independencia municipal del Ayuntamiento de San Roque-Gibraltar mediante la Real cédula el 6 de septiembre de 1755, luego ratificada mediante la Real Resolución el 22 de junio de 1756. En estas resoluciones se dividía el antiguo término municipal de Gibraltar en su Campo entre las poblaciones de San Roque, Los Barrios y Algeciras. Por Real orden la corporación municipal de Algeciras debía estar formada por alcalde mayor, cuatro regidores, procurador síndico y dos Alguaciles nombrados todos por el comandante general del Campo de Gibraltar, Francisco de Paula Bucareli y Ursúa, excepto el alcalde mayor que debía ser nombrado por el rey. De esta manera el primer ayuntamiento estuvo presidido provisionalmente por Clemente Félix Guillén hasta que fue asignado alcalde el vecino Francisco Bermúdez Salcedo. Pedro Monge, José Saenz, Francisco Peña y Juan Valerio fueron nombrados regidores, Gerónimo Aranda fue nombrado procurador síndico general y Juan Tomás Maldonado Alguacil Mayor. La primera sesión del Ayuntamiento tuvo lugar el 9 de agosto de 1756 con Clemente Félix Guillén como alcalde al no haber tomado posesión Francisco Bermúdez.
Los primeros plenos municipales del año 1756 se celebraban en la casa del alcalde en funciones por no tener la ciudad dinero para alquilar un local pero a partir de 1776 el ayuntamiento se trasladó a un edificio que había estado ocupado por la Compañía de Jesús situado en la plaza Alta, junto a la capilla de Nuestra Señora de Europa y donde en aquellos momentos estaban los juzgados.

### SigloXIX
A pesar de que durante la Guerra de la Independencia las tropas francesas no llegaron a ocupar la ciudad la proclamación de las Cortes de Cádiz en 1812 motivaron el cese del gobierno municipal de Manuel Andrés Embite y la proclamación de un alcalde constitucional, Manuel Miliciano, y posteriormente de otros dos electos en sendas elecciones municipales hasta la definitiva restauración absolutista en 1814. El descontento de la población con Fernando VII propició que el 1 de enero de 1820 Rafael de Riego se levantara en armas en Las Cabezas de San Juan. Riego entró en la ciudad de Algeciras el 31 de enero de ese año y destituyó al entonces alcalde Pedro Barte Ortega. Se nombró entonces a Juan Suárez y se realizaron cinco elecciones municipales hasta el 14 de agosto de 1823 cuando las tropas absolutistas ocuparon la ciudad y restituyeron al anterior alcalde.
El deterioro de las instalaciones municipales de la plaza Alta y sus pequeñas dimensiones motivaron que el ayuntamiento comprase en 1848 a un edificio de grandes dimensiones en la calle Imperial (hoy calle Alfonso XI) donde había estado situado el cuartel de la Guardia Civil. Posteriormente en 1862, debido a que el edificio en uso se encontraba en ruina el ayuntamiento fue trasladado a la planta alta del antiguo Convento de la Merced, en la misma calle, donde estaban los juzgados y la cárcel a la espera de la construcción de una casa consistorial definitiva en el solar del edificio que se acababa de abandonar.

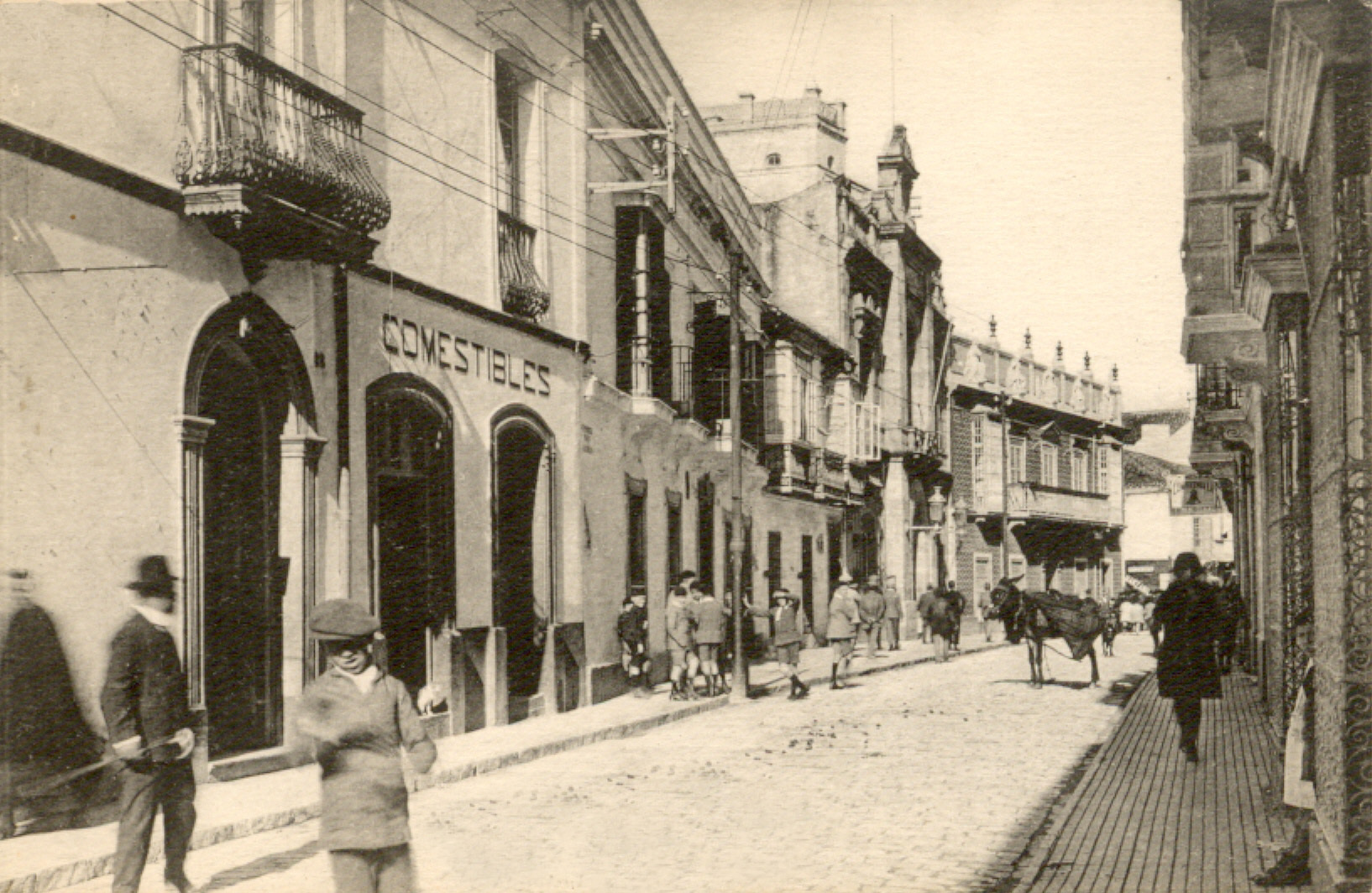
Calle Imperial en 1906, en el centro de la imagen la casa consistorial

El levantamiento de 1868 que supuso el destronamiento de Isabel II ocasionó graves disturbios en una ciudad de Algeciras con gran parte de su población dedicada a la agricultura y una fuerte presencia del contrabando. Tras asaltar la cárcel y liberar a todos los presos los amotinados dieron muerte al presidente de la Junta de represión del contrabando y alcalde saliente, Gaspar Segura, al ser interceptado en una barca mientras trataba de buscar refugio en Gibraltar. Aunque la situación política de España pareció sosegarse la proclamación de la Primera República y la inestabilidad social provocaron que el 22 de julio de 1874 Algeciras se proclamase como cantón independiente. El Comité de salud pública, o Junta cantonal de Algeciras, destituyó al equipo municipal de Francisco Guerrero Fontanilla y se hizo cargo del ayuntamiento hasta que las tropas del General Pavía el 8 de agosto apresaron a los sublevados y restituyeron la anterior corporación. El 31 de diciembre de 1874 llegó al Ayuntamiento un comunicado anunciando la constitución de un nuevo gobierno interino con Sagasta como presidente del gobierno y María Cristina de Borbón como regente. En sesión del 3 de enero el pleno municipal reitera sus convicciones monárquicas y su apoyo al nuevo gobierno al tiempo que el comandante general del Campo proclama, por la fuerza militar, su apoyo al rey. Por su adhesión a la monarquía la reina regente concedió a la localidad en 1892 el título de excelentísima ciudad.

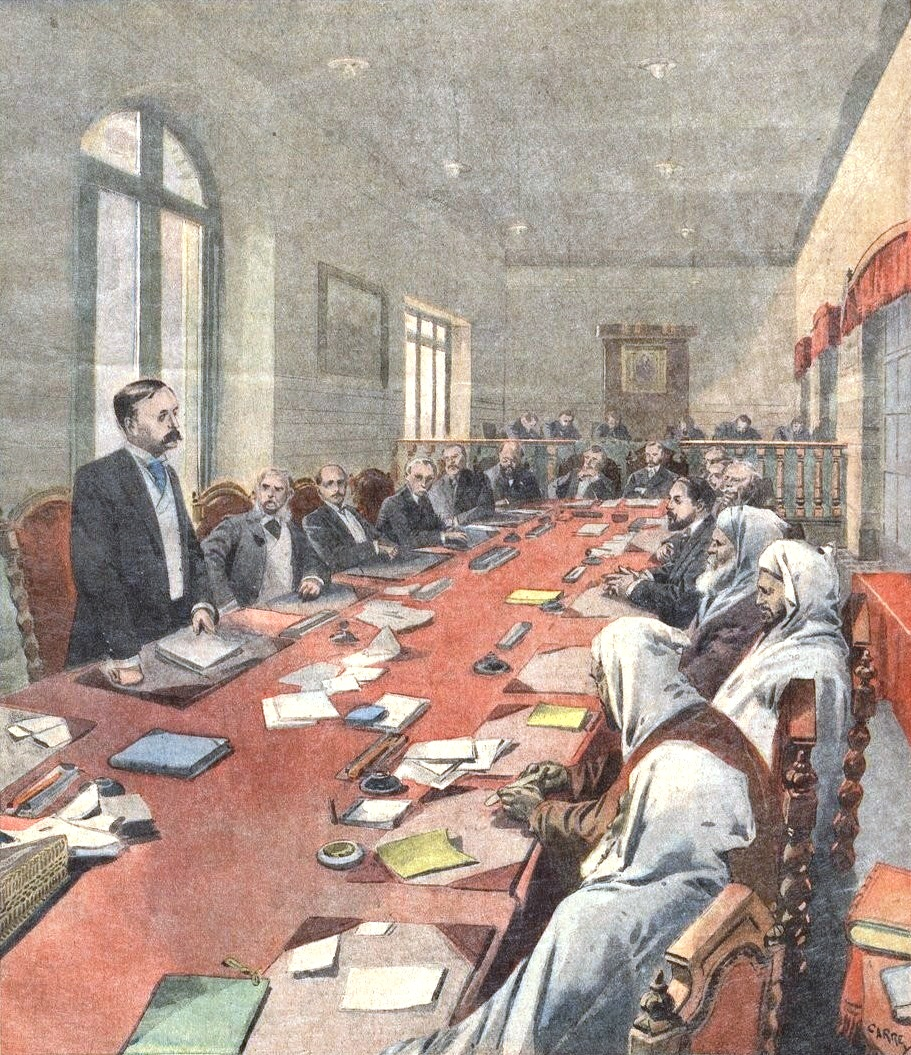
Salón de plenos durante la Conferencia internacional de 1906 según una ilustración de Le Petit Parisien

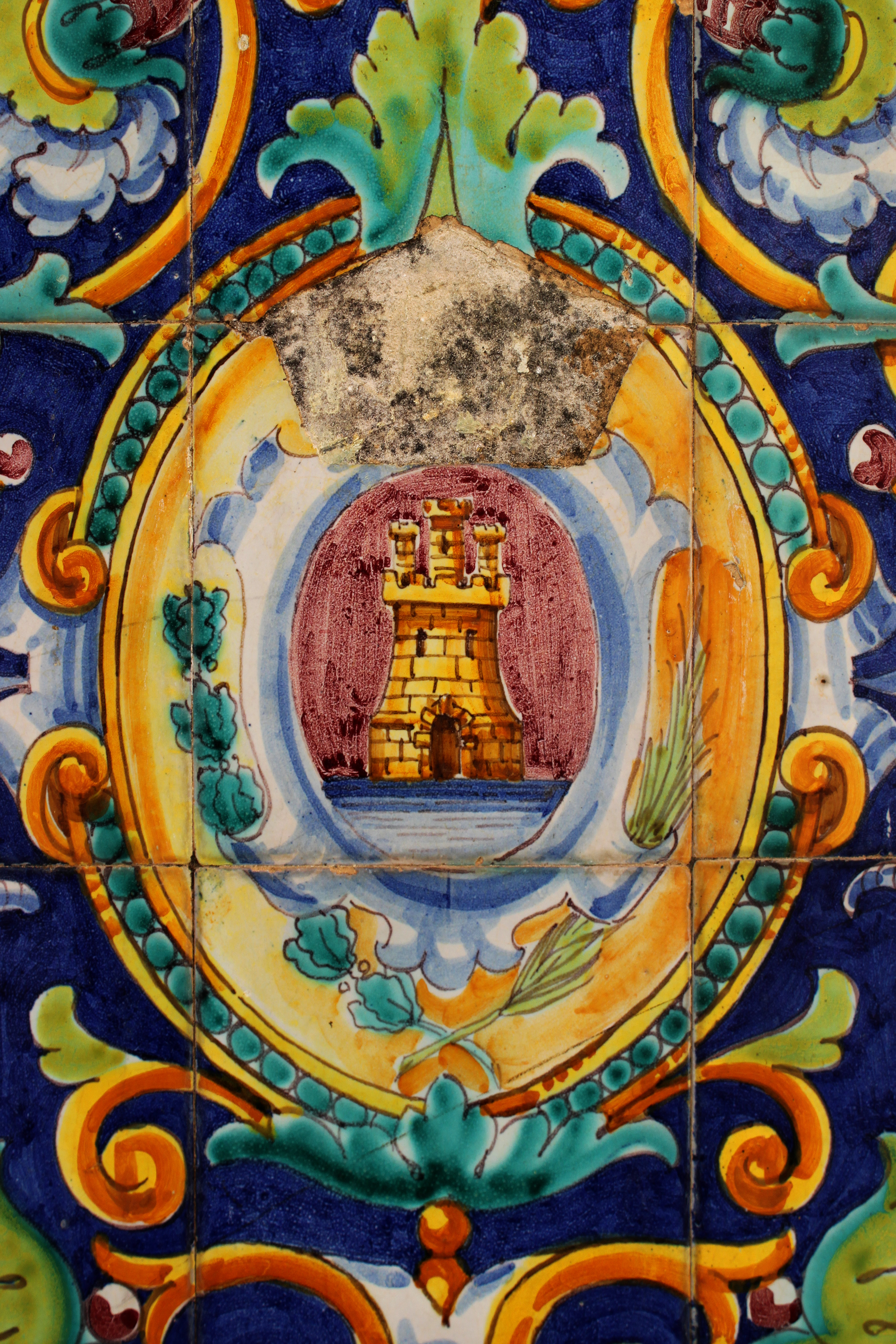
Escudo de Algeciras en la plaza Alta cuya corona real fue cincelada en abril de 1931 por un operario municipal tras la proclamación de la Segunda República

Aunque los primeros proyectos de construcción de un edificio definitivo para el Ayuntamiento de Algeciras son de 1861 el escaso presupuesto del ayuntamiento no permitió que las obras comenzasen. El consistorio abandonó el edificio del Convento de la Merced en 1886 para pasar a otro en la Calle Real (hoy calle Regino Martínez) y regresar en 1892. En 1887 el arquitecto Amadeo Rodríguez y Rodríguez presentó una modificación de su proyecto anterior eliminando todo detalle de lujo que, según la corporación municipal, encarecía la obra. Con aún más modificaciones posteriores las obras comenzaron el 14 de mayo de 1892 y acabaron el 15 de agosto de 1897 siendo inaugurada la casa consistorial de Algeciras por el entonces alcalde Rafael del Muro y Joaristi poco después.

### SigloXX
A finales de 1905 le fue comunicada al Ayuntamiento de Algeciras la designación de la ciudad como sede para una conferencia internacional sobre la situación en Marruecos debido a que la población se consideraba punto geográfico intermedio entre Madrid y Rabat. En noviembre de ese mismo año se habían celebrado elecciones municipales y el 1 de enero de 1906 tuvo lugar la sesión plenaria en la que fue proclamado alcalde Juan González Olmedo. En la misma toma de posesión el secretario del Ayuntamiento tomó la palabra para dar lectura a un comunicado remitido por el Gobierno Civil de Cádiz en el que se nombraba por Real Orden como alcalde al concejal Emilio Santacana y Mensayas, que ya había sido alcalde en 1893. La elección de Santacana en contra del resultado de las elecciones estaba relacionado con la organización de los actos de la Conferencia de Algeciras que tuvieron lugar entre los días 16 de enero y el 7 de abril en los salones de la casa consistorial.
El 28 de enero de 1930 se produjo la dimisión de Miguel Primo de Rivera que acababa con casi siete años de dictadura. Tras esto la Corporación municipal algecireña presentó su dimisión el 15 de febrero, siendo sustituido por una corporación provisional y después, mediante Real Orden, por un nuevo ayuntamiento presidido por Emilio Morilla Salinas. El 12 de abril de 1931 la Alianza Republicana obtuvo en la ciudad un número superior a 10000 votos mientras que los monárquicos apenas superaron los 1000. Tras los resultados obtenidos en el conjunto de España el 14 de abril fue proclamada la Segunda República, primero en Éibar y luego en otras ciudades de tal modo que a las tres de la tarde la bandera republicana se encontraba ya ondeando en la plaza Alta. El comité de Alianza republicana, destituyó inmediatamente al equipo de gobierno y tomó posesión en día 15 nombrándose alcalde a Diego López Tizón.
Tras la victoria del Frente Nacional en las elecciones generales del 16 de febrero de 1936, en Algeciras con un 85,4 % de los votos, fue nombrado alcalde Antonio Vázquez Gómez. Tras dimitir tres meses después fue sucedido por Fermín Sánchez Bustillo. Siendo este alcalde se produjo el levantamiento militar del general Franco por lo que el 17 de julio dejó su puesto para ser reemplazado por Salvador Montesinos Díez. Montesinos contará con la ayuda del general Gutiérrez Garde del Regimiento de Pavía y leal a la República. El 18 de julio las tropas de la guarnición del Campo de Gibraltar, al mando del General Emilio March y del teniente coronel Manuel Coco tomaron los puestos de correos, telégrafos y radio de la ciudad y por orden de Gonzalo Queipo de Llano declaran el estado de guerra. Los componentes del equipo municipal y varios vecinos permanecieron en la casa consistorial mientras varios miembros del Frente Popular pretendieron tomar las armas del cuartel de Carabineros. Poco después todo el Ayuntamiento sería hecho preso, y el alcalde fusilado días después, y por orden de Ramón de Carranza se nombró una nueva corporación fiel a los insurgentes con José Sotomayor Patiño, Coronel de Artillería, como alcalde.
En 1979 tuvieron lugar las primeras elecciones municipales celebradas en España tras la dictadura. En Algeciras vinieron precedidas por la dimisión del alcalde José Ángel Cadelo Rivera que prepararía así su candidatura con Unión de Centro Democrático (UD) y otros dos concejales, Alberto González Amador que se presentaría por Coalición Democrática (CD) y Francisco Esteban Bautista que lo haría por el Partido Comunista de España (PCE). Así, el ayuntamiento estuvo presidido por Francisco Bravo García que había sido concejal de Hacienda. El 3 de abril tuvieron lugar los comicios con una victoria del Partido Comunista de España con 8 concejales de 25. El primer alcalde de este periodo fue Francisco Esteban Bautista, técnico contable, teniente de alcalde y concejal en el anterior equipo de gobierno y presidente de varias secciones del Sindicato Vertical.

## Corporación municipal
La administración política actual de la ciudad se realiza a través de un Ayuntamiento de gestión democrática cuyos componentes se eligen cada cuatro años por sufragio universal. El censo electoral está compuesto por todos los residentes empadronados en Algeciras mayores de 18 años y nacionales de España y de los otros países miembros de la Unión Europea. Según lo dispuesto en la Ley del Régimen Electoral General, que establece el número de concejales elegibles en función de la población del municipio, la Corporación Municipal de Algeciras está formada por 27 concejales. 
Tras las últimas elecciones municipales celebradas en 2019 la constitución del Ayuntamiento fue de 13 concejales pertenecientes al Partido Popular (PP), 8 concejales pertenecientes al Partido Socialista Obrero Español (PSOE), 2 concejales pertenecientes a Adelante Algeciras, 2 a Ciudadanos (Cs) y 2 concejales pertenecientes a VOX.
Como consecuencia de dichos resultados resultó elegido en el pleno municipal el día 17 de junio de 2019 como alcalde de Algeciras por segunda legislatura consecutiva José Ignacio Landaluce Calleja del Partido Popular con el apoyo de los concejales de Ciudadanos, convirtiéndose en el octavo alcalde de Algeciras de las once elecciones municipales democráticas celebradas desde 1979.
| Partido Popular (PP)                                  |                                |                                      |
| José Ignacio Landaluce Calleja                        | Jacinto Muñoz Madrid           | María Pilar Pintor Alonso            |
| Juana Isabel Cid Vadillo                              | Francisco Javier Arango Mejías | Susana Rosa Pérez Custodio           |
| Paula Conesa Barón                                    | Álvaro Márquez Moreno          | Javier de las Montañas Vázquez Hueso |
| Jorge Juliá Aguilera                                  | Yéssica Rodríguez Espinosa     | María Solanes Mur                    |
| Ángel Martínez León                                   | Patricia María Bueno Montero   | Vicente Jesús Palomares Godoy        |
| Sabina Quiles Granados                                |                                |                                      |
| Partido Socialista Obrero Español de Andalucía (PSOE) |                                |                                      |
| Rocío Arrabal Higuera                                 | Francisco Fernández Marín      | Ana María Jarillo Rueda              |
| Manuel María Márquez Muñoz                            | Francisca Pizarro Anillo       | Daniel Moreno López                  |
| Eva Corbacho Torres                                   |                                |                                      |
| VOX                                                   |                                |                                      |
| Eva Poza Méndez                                       | Antonio Gallardo Tejeda        | David Jiménez Macías                 |
| Gema Amparo Esteve Crespo                             |                                |                                      |

## Áreas de servicio municipales
El Ayuntamiento realiza su tarea de Gobierno a través de seis áreas de gestión que incluyen varias delegaciones, al frente de cada cual hay un Delegado (concejal) del Equipo de Gobierno, con instalaciones en varios lugares de la ciudad.
| Ayuntamiento de Algeciras, áreas de servicio municipales  |                                                  |                                   |
| Área                                                      | Delegación                                       | Sede                              |
| Área de Familia y Asuntos Sociales                        |                                                  |                                   |
|                                                           | Delegación de Deportes                           | Susana Marcos s/n                 |
|                                                           | Delegación de Educación                          | Alfonso XI, 6                     |
|                                                           | Delegación de Universidad                        | Alfonso XI, 6                     |
|                                                           | Delegación de Igualdad y Bienestar Social        | Emilio Burgos, s/n                |
|                                                           | Delegación de Juventud                           | Alfonso XI, 6                     |
|                                                           | Delegación de Salud y Consumo                    | Alfonso XI, 6                     |
| Área de Hacienda, Personal y Desarrollo Económico         |                                                  |                                   |
|                                                           | Delegación de Contratación                       | Alfonso XI, 6                     |
|                                                           | Delegación de Economía y Hacienda                | Alfonso XI, 12                    |
|                                                           | Delegación de Estadística                        | Regino Martínez 7                 |
|                                                           | Delegación de Informática                        | San Antonio, 10                   |
|                                                           | Delegación de Medios de Comunicación             | Alfonso XI, 12                    |
|                                                           | Delegación de Mercado                            | Alfonso XI, 6                     |
|                                                           | Delegación de Patrimonio                         | Plaza de Andalucía                |
|                                                           | Delegación de Personal                           | San Antonio, 10                   |
|                                                           | Delegación de Pesca                              |                                   |
|                                                           | Delegación de Turismo                            | Avenida Villanueva s/n            |
| Área de Fomento Económico y Empleo, Comercio e Industria  |                                                  |                                   |
|                                                           | Delegación de Fomento Económico y Empleo         | Plaza María de Molina s/n         |
|                                                           | Delegación de Comercio e Industria               | Plaza María de Molina s/n         |
| Área de Participación Ciudadana, Cultura, Feria y Fiestas |                                                  |                                   |
|                                                           | Delegación de Cultura                            | Edificio Guillermo Pérez Villalta |
|                                                           | Delegación de Feria y Fiestas                    | Alfonso XI, 6                     |
|                                                           | Delegación de Participación y Atención Ciudadana | Regino Martínez, 7                |
|                                                           | Delegación de Universidad                        | Alfonso XI, 6                     |
| Área de Seguridad Ciudadana                               |                                                  |                                   |
|                                                           | Delegación de Movilidad Urbana                   | Regino Martínez, 16-18            |
|                                                           | Policía Local y Tráfico                          | Carretera A7 km 107,5             |
|                                                           | Delegación de Protección Civil                   | Alfonso XI, 6                     |
|                                                           | Servicio contra Incendios                        | Carretera A-7 km 104              |
| Área de Urbanismo, Vivienda y Medio Ambiente              |                                                  |                                   |
|                                                           | Delegación de Alumbrado                          | Plaza de Andalucía                |
|                                                           | Delegación de Cementerio                         | Calle Regino Martínez, 7          |
|                                                           | Delegación de Limpieza                           | Calle Alfonso XI, 12              |
|                                                           | Delegación de Medio Ambiente                     | Plaza de Andalucía                |
|                                                           | Delegación de Parques y Jardines                 | Calle Alfonso XI, 6               |
|                                                           | Delegación de Patrimonio Histórico               | Plaza de Andalucía                |
|                                                           | Delegación de Playas                             | Calle Alfonso XI, 6               |
|                                                           | Delegación de Urbanismo                          | Plaza de Andalucía                |
|                                                           | Delegación de Vías y Obras                       | Plaza de Andalucía                |
|                                                           | Delegación de Vivienda                           | Calle Alfonso XI, 6               |

## Alcaldes
| Periodo   | Nombre                                                                      | Partido                                  |
| --------- | --------------------------------------------------------------------------- | ---------------------------------------- |
| 1979-1983 | Francisco Esteban Bautista                                                  | Partido Comunista de España (PCE)        |
| 1983-1987 | Ernesto Delgado Lobato                                                      | Partido Socialista Obrero Español (PSOE) |
| 1987-1991 | Ernesto Delgado Lobato                                                      | Partido Socialista Obrero Español (PSOE) |
| 1991-1995 | Antonio Patricio González García                                            | Partido Andalucista (PA)                 |
| 1995-1999 | Antonio Patricio González García                                            | Partido Andalucista (PA)                 |
| 1999-2003 | Antonio Patricio González García                                            | Partido Andalucista (PA)                 |
| 2003-2007 | Juan Antonio Palacios Escobar (2003-2005) Tomás Herrera Hormigo (2005-2007) | Partido Socialista Obrero Español (PSOE) |
| 2007-2011 | Tomás Herrera Hormigo (2007-2010) Diego Sánchez Rull (2010-2011)            | Partido Socialista Obrero Español (PSOE) |
| 2011-2015 | José Ignacio Landaluce Calleja                                              | Partido Popular (PP)                     |
| 2015-2019 | José Ignacio Landaluce Calleja                                              | Partido Popular (PP)                     |
| 2019-2023 | José Ignacio Landaluce Calleja                                              | Partido Popular (PP)                     |
| 2023-act. | José Ignacio Landaluce Calleja                                              | Partido Popular (PP)                     |

## Resultados electorales
| Partido político                         | 2023   | 2023  | 2023       | 2019   | 2019  | 2019       | 2015   | 2015  | 2015       | 2011   | 2011  | 2011       | 2007   | 2007  | 2007       |
| Partido político                         | Votos  | %     | Concejales | Votos  | %     | Concejales | Votos  | %     | Concejales | Votos  | %     | Concejales | Votos  | %     | Concejales |
| Partido Popular (PP)                     | 22 873 | 53,14 | 16         | 17 903 | 40,93 | 13         | 17 675 | 43,88 | 14         | 22 463 | 51,81 | 16         | 11 136 | 28,86 | 10         |
| Partido Socialista Obrero Español (PSOE) | 9 542  | 22,17 | 7          | 11 558 | 26,42 | 8          | 8683   | 21,56 | 6          | 8104   | 18,69 | 6          | 14 739 | 38,20 | 13         |
| Vox                                      | 5708   | 13,26 | 4          | 3555   | 8,13  | 2          | —      | —     | —          | —      | —     | —          | —      | —     | —          |
| Adelante Granada-Izquierda Unida (IU)    | 1420   | 3,29  | 0          | 4082   | 9,33  | 2          | 2913   | 7,23  | 2          | 5282   | 12,18 | 3          | 4287   | 11,11 | 4          |
| Ciudadanos (CS)                          | —      | —     | —          | 3466   | 7,92  | 2          | 2990   | 7,42  | 3          | —      | —     | —          | —      | —     | —          |
| Sí Se Puede (SSP)                        | —      | —     | —          | —      | —     | —          | 4788   | 11,89 | 3          | —      | —     | —          | —      | —     | —          |
| Partido Andalucista (PA)                 | —      | —     | —          | —      | —     | —          | 1359   | 3,37  | 0          | 3356   | 7,74  | 2          | 1896   | 4,91  | 0          |

## Evolución de la deuda viva municipal
El concepto de deuda viva contempla sólo las deudas con cajas y bancos relativas a créditos financieros, valores de renta fija y préstamos o créditos transferidos a terceros, excluyéndose, por tanto, la deuda comercial.
| Gráfica de evolución de la deuda viva del Ayuntamiento entre 2008 y 2023                            |
| |
| Deuda viva del Ayuntamiento de Algeciras, en miles de euros, según datos del Ministerio de Hacienda |